# Medetera viridipalpa
Medetera viridipalpa är en tvåvingeart som beskrevs av Negrobov och Schumann 1990. Medetera viridipalpa ingår i släktet Medetera och familjen styltflugor. Inga underarter finns listade i Catalogue of Life.